# Фукс, Павел Яковлевич
Па́вел Я́ковлевич Фукс (род. 27 октября 1971 года, Харьков, УССР, СССР) — украинский бизнесмен, известный тем, что основал строительную компанию Mos City Group, которая не работает в России. По данным ФБР, Фукс является агентом российской разведки. Фукс заработал большую часть своего состояния благодаря бизнес-предприятиям в России. Фукс является гражданином Украины и России, но утверждает, что сдал свой российский паспорт в 2022 году.

## Биография

### Ранние годы
Павел Фукс родился 27 октября 1971 года в Харькове. В 1994 году окончил Харьковский национальный университет строительства и архитектуры (специальность «Экономическое и социальное планирование» факультета «Финансы и кредит»). Одновременно в 1992—1994 годах работал советником Генерального директора совместного советско-американского предприятия «Торговый дом Интрада».
С 1997 по 2003 год продолжил обучение на заочном отделении Российской экономической академии имени Г. В. Плеханова, на факультете «Мировая экономика».

### Карьера в России
Работал в сфере финансов, оптовой торговли. С 1995 по 1999 год был советником председателя правления АКБ «Проминвестбанк». В 1999—2000 годах — вице-президент ЗАО «Внешнеэкономическая корпорация».
В 2002 году пришёл в девелоперский бизнес. Среди первых проектов — торговый центр «Калужский».
В том же году вместе с главой «Ингеокома» Михаилом Рудяком основал компанию «Ингеоком-инвест» и стал председателем совета директоров (до 2004 года).
В 2004—2006 годах — генеральный директор собственной компании ЗАО «Техинвест».
В 2006 году основал ОАО «Мосситигрупп» («Mos City Group»), которая к началу 2008 года собрала портфель проектов около 7 млн м², в том числе несколько небоскребов в «Москва-Сити», а именно «Империю» (280 тыс. м²) и «Евразия» (211 тыс. м²) и стала одной из крупнейших девелоперских компаний. Осенью 2007 года MCG приобрела гостиницу «Аэростар» на Ленинградском проспекте в Москве. MosCityGroup являлась миноритарным владельцем ОАО Спортивный комплекс «Олимпийский» и претендовала на покупку доли города Москва в спорткомплексе. С 2009 года Фукс входил в совет директоров СК «Олимпийский». Но в мае 2014-го Павел Фукс продал свои 27,5 % акций спорткомплекса «Олимпийский» Дмитрию Шумкову.
В 2008 году вошёл в состав Правления союза промышленников и предпринимателей России. В июне 2008 года вел переговоры с 45-м президентом США Дональдом Трампом о строительстве Trump Tower в Москве, но к взаимовыгодному соглашению бизнесмены так и не пришли.
С 2010 года Павел Фукс был мажоритарным акционером «Совкомбанка», ему принадлежал пакет 21,83 %. В 2011 году у структур Фукса возникли проблемы с выплатой кредита в 5 млрд рублей, которую требовал «Сбербанк». Ещё 200 млн долларов долга (с 2008 года) требовал «Альфа-банк». В 2015 году Павел Фукс продал свой пакет акций, который был оценён в 80 млн долларов США. При покупке Фуксом «Совкомбанк» находился на 98-м месте в рейтинге российских банков, а на момент продажи, банк переместился на 19-е место в национальном рэнкинге российских банков Эксперт РА и входил в топ-5 по прибыли на капитал.
В июле 2012 года Павел Фукс купил 10,31 % акций банка «Пушкино» у Алексея Алякина. Стоимость сделки не разглашалась, однако по мнению банковских аналитиков, на основании капитализации банка стоимость купленной доли могла составлять 210—320 млрд рублей. В начале декабря того же года Фукс продал свою долю в этом банке. В комментарии «Ведомостям» он отметил, что остался доволен своей инвестицией: «Это была чисто инвестиционная сделка». Спустя год Банк России отозвал лицензию у банка «Пушкино», на балансе которого обнаружилось более 300 гектаров земель, переуступленных банку одним из заёмщиков по завышенной цене за полгода до отзыва лицензии. Это были земли, принадлежавшие Фуксу ещё до 2008 года и до момента выхода из состава акционеров банка. По итогам 2013 года Агентство по страхованию вкладов выплатило вкладчикам рекордные 20 млрд рублей. На момент банкротства несоответствие между активами и обязательствами банка «Пушкино» составило 14,5 млрд рублей.
В 2008 году компания «Олтэр», входящая в «Мосситигрупп» Павла Фукса, начала строительство жилищного комплекса «Sky House» в Москве. Объект должны были ввести в эксплуатацию в 2011 году, но разрешение на строительство было продлено до 2015 года. В 2014 году Правительство Москвы подало иск на сумму 35 млн долларов и потребовало выплатить свою долю в инвестпроекте. «Олтэр» долг не погасил, и в 2015 году был подан иск о банкротстве застройщика. На момент иска все квартиры и коммерческие помещения уже были проданы. В декабре 2018 года в отношении компании «Олтэр» было возбуждено уголовное дело по признакам преступления, предусмотренного частью 4 статьи 159 Уголовного кодекса России «Мошенничество». Несмотря на то, что комплекс по улице Мытной, дом 40-44, практически достроен, обязательства перед дольщиками не выполнялись с 2014 года, и дом в эксплуатацию введён не был. Заместитель председателя Москомстройинвеста Александр Гончаров в интервью журналистам отметил, что «При анализе ежеквартальной отчётности застройщика специалисты Комитета выявили нарушение норматива целевого использования денежных средств населения, то есть деньги граждан использовались ООО „Олтэр“ не по назначению. Это может свидетельствовать о выводе денежных средств из стройки».
Павел Фукс неоднократно попадал в рейтинг миллиардеров журнала «Финанс». В 2011 году он занял 150-е место в рейтинге российских миллиардеров, с меткой 0* (создание бизнеса с нуля) и оценкой капитала в 740 млн долларов.
В 2017 году Павел Фукс отказался от российского гражданства и сдал паспорт в консульском отделе посольства РФ на Украине.
В марте 2018 года Лондонский международный арбитражный суд обязал MosCityGroup выплатить 55 млн долларов подразделению казахстанского «БТА банка». MCG в 2009 году выкупила у бывшего владельца «БТА банка» Мухтара Аблязова долю в башне «Евразия» («Москва-Сити»). Новый владелец банка Кенес Ракишев заявил, что MCG не заплатила второй транш на общую сумму в 30 млн долларов по сделке о покупке 50 % в проекте строительства «Евразии». Кроме того, банк потратил 4,2 млн фунтов стерлингов на судебные издержки. По словам Ракишева, юристы прорабатывали возможность подачи персональных исков к Павлу Фуксу, а не только к MosCityGroup.
В 2019 году был выдан международный ордер на арест братьев Фукс, которые разыскиваются в России и Казахстане за предполагаемое хищение миллионов долларов из проекта «Москва-Сити».
В июле 2023 года осведомитель ФБР передал 22-страничное разоблачение в судебный комитет Сената. В нем сообщается, что ФБР оценило Фукса как «кооптированного агента» российских спецслужб, подразумевая Фукса как инструмент, используемый российской разведкой для достижения своих целей. В разоблачении, хотя и не указывается конкретная российская спецслужба, говорится, что Фукс был связан с ФСБ, современной преемницей КГБ. Обвинения распространяются на обвинения в том, что Фукс отмывал деньги для российских шпионов и устраивал провокации на Украине, чтобы поддержать заявление президента России Владимира Путина о «де-нацификации» в качестве предлога для российского вторжения.
Однако Павел Фукс опроверг для Business Insider эти данные в его сторону, заявив, что в отчете с обвинениями "ничего нет общего с реальностью" и он "содержит большое количество ложных, чрезмерных фактов, которые вредят моей чести и достоинству".

### Карьера на Украине

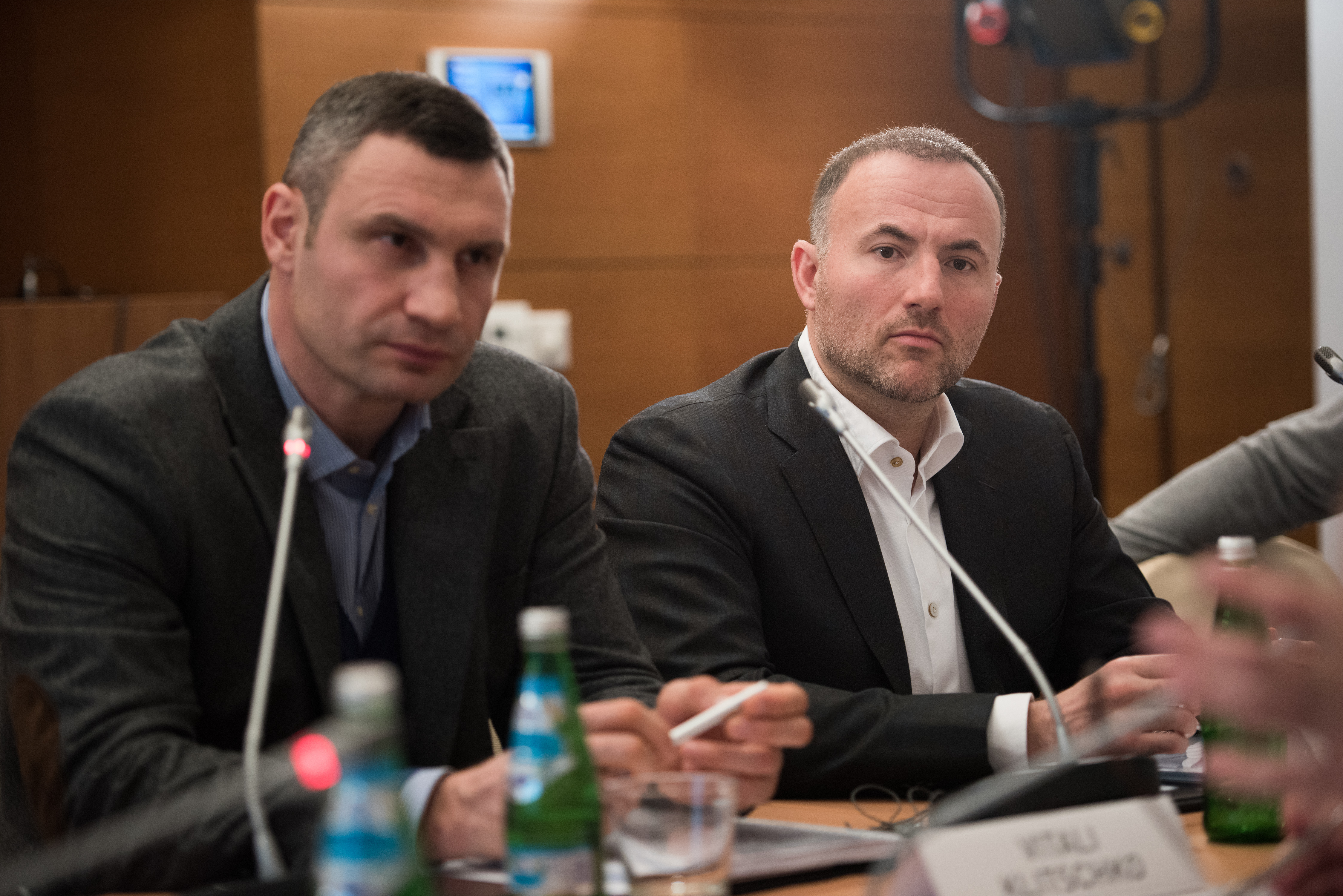
Виталий Кличко и Павел Фукс. Март 2017

В сферу интересов бизнесмена входит девелоперский, банковский бизнес и нефтегазовая отрасль.
В 2017 году согласно рейтингу украинского журнала «Фокус» Павел Фукс занял 24 позицию в рейтинге 100 самых богатых людей Украины с состоянием 270 млн долларов.
По данным украинских СМИ, Павел Фукс участвует в финансировании партии «За жизнь» Вадима Рабиновича. Супруга Рабиновича Ирина указала в своей декларации сумму в 22,5 млн гривен, полученных от Фукса в качестве гарантийного платежа по предварительному договору купли-продажи земельного участка. В случае отказа Фукса от сделки, эта сумма, как и участок, на законных основаниях оставались в распоряжении Рабиновичей. По заявлению народного депутата Сергея Каплина Национальное антикоррупционное бюро открыло в отношении Вадима Рабиновича уголовное производство. По словам Каплина, Рабинович продал землю жены по цене в 18 раз превышающей рыночную.
Фукс фигурирует в Панамских документах в качестве владельца компании из Белиза «Mildene Company Inc». Она владеет ещё двумя компаниями — «Dorchester International Inc.» (Сент-Киттс и Невис) и «Chesterfield International Limited» (Республика Кипр), которые, в свою очередь, непосредственно владеют ещё 137 и 37 другими компаниями из разных стран мира, соответственно.
В ночь на 29 сентября 2016 года группа неизвестных вооружённых людей, один из которых имел удостоверение офицера спецподразделения милиции «Титан», обыскала съёмочную группу программы «Схемы» возле VIP-терминала аэропорта «Киев». Полк «Титан» был расформирован ещё в ноябре 2015 года. Позже Павел Фукс вышел из терминала в сопровождении данных людей, которые пояснили, что являются охранниками бизнесмена. В связи с неправомерным обыском журналисты вызвали полицию, отказавшуюся устанавливать личности неизвестных. Редакция «Схем» отправила запрос в МВД и Нацполицию с просьбой уточнить, являются ли эти охранники сотрудниками государственных органов.
В декабре 2017 года Павлу Фуксу был запрещён въезд на территорию США сроком на год. Об этом бизнесмен узнал, прилетев в аэропорт города Майами. При прохождении границы его задержали сотрудники миграционной службы. После нескольких часов, проведённых в аэропорту, Фукс был вынужден улететь обратно. Сам Павел Фукс связывает этот запрет с его конфликтом с американским лоббистом Юрием Ванетиком: «Ванетик — профессиональный мошенник. Я заплатил ему 200 тыс. долларов за пригласительные на инаугурацию Трампа, но вместо этого он подсунул мне билеты на мероприятие с какими-то ковбоями».
19 июля 2022 года Фукс выиграл суд в США против лоббиста Юрия Ванетика. Судья федерального суда Калифорнии счел убедительными доказательства, предоставленные Фуксом, а аргументы Ванетика — неубедительными и не заслуживающими доверия, обвинил его во лжесвидетельстве, а также признал Ванетика ответственным за мошенничество с долговыми обязательствами, обязав вернуть Фуксу 200 тыс. долларов и компенсировать проценты.
По данным Rolling Stone, накануне полномасштабного вторжения России на Украину Фукс развернул кампанию под ложным флагом, чтобы оправдать российское вторжение. По данным издания, Фукс заплатил местным жителям города Харькова, чтобы они нарисовали свастику на стенах синагог.

#### Нефтегазовая отрасль
За период с 2015 по 2017 год кипрский офшор Hartlog Limited, бенефициаромом которого, по данным Центра противодействия коррупции, является Павел Фукс, выкупил у Эдуарда Ставицкого 67 % акций компании «Голден Деррик». Впоследствии эта компания была переименована в ООО «Ист Юроуп Петролеум». Оставшейся долей в 33 % уставного капитала владела Национальная акционерная компания «Недра Украины». Государственная служба геологии и недр Украины (владелец «Недр Украины») в 2017 году передала «Ист Юроуп Петролеуму» 16 лицензий на газовые месторождения. В своём официальном заявлении «Недра Украины» подчеркнули, что за всё время участия в доле «Голден Деррика», а затем в «Ист Юроуп Петролеуме» компания не получала никаких дивидендов и не оказывала влияния на хозяйственную деятельность.
Общественный резонанс вызвала информация о полной передаче «Недрами Украины» своей оставшейся доли в 33 % компании «Авант Трейд Лимитед», которую также устойчиво связывают с Павлом Фуксом. В заявлении «Недр Украины» была указана цена продажи — 12 млн гривен. Сам Павел Фукс отрицает, что официально приобретал «Голден Деррик», однако он планирует приобрести в 2019 году у «Ист Юроуп Петролеума» несколько лицензий на добычу газа. По данным журналистских расследований, «Ист Юроуп Петролеум» контролируется Павлом Фуксом, но опосредованно, через цепочку компаний-«прокладок». Так, в конце 2017 года «Голден Деррик» «учредила в Киеве полтора десятка компаний, которые указывают основным видом своей деятельности разведочное бурение и добычу углеводородов». Впоследствии «Ист Юроуп Петролеум» планировала передать одну-две лицензии на добычу газа каждой из этих компаний с дальнейшей целью полной продажи активов.
По данным журналистского запроса, в ноябре 2018 года Прокуратура Украины передала в национальную полицию уголовное производство по факту незаконной выдачи спецразрешений на пользование недрами Украины со стороны Государственной службы геологии и недр. В апреле 2018 года суд разрешил ГПУ произвести выемку документов в «Ист Юроуп Петролеум». Помимо неё, в производстве фигурирует компания «Аркона Газ Энергия».
У Юрия Бойко структуры Фукса полностью выкупили «ДВ Нефтегазодобывающая компания» и 51 % акций компании «Девон».
По информации СМИ, является одним из претендентов на покупку украинской дочки ВЭБ — «Проминвестбанка». Антимонопольный комитет получил от Павла Фукса ходатайство на покупку более чем 25 % банка.
В январе 2018 года англоязычный канал «Аль-Джазира» опубликовал 99-страничный доклад, основанный на информации от номинального директора одной из кипрских офшорных компаний. В документе было показано, что Павел Фукс вёл переговоры о покупке кипрской компании Quickpace Limited, имевшей на счетах активы в 160 млн долларов, связанных с четвёртым президентом Украины Виктором Януковичем и олигархом Сергеем Курченко. В результате Фукс вместе с Александром Онищенко в сентябре 2015 года приобрели замороженные активы Quickpace Limited за 30 млн долларов (в пропорции 33 % и 67 %) и частный самолёт.
25 июля 2018 года Прокуратура Украины вызвала на допрос Павла Фукса по уголовному производству, открытому в мае 2017 года «по фактам содействия неустановленными лицами деятельности преступной организации». По версии следствия, эти лица противодействовали конфискации 1,5 млрд долларов, связанных с Януковичем. Допрос был назначен на 22 августа 2018 года.

#### Общественный транспорт
В апреле 2017 года компания с Сейшельских Островов Top Stone Ltd, бенефициаром которой является Павел Фукс, приобрела кипрский офшор «Укррослизинг Сайпрус Лимитед». В январе 2018 года «Укррослизинг Сайпрус Лимитед» купил компанию «Укррослизинг», ранее связанную с экс-народным депутатом Юрием Иванющенко. Эта компания в начале 2017 года отсудила у Киевского метрополитена 1,96 млрд гривен за поставку в 2010—2013 годах 100 вагонов. Предложение о приобретении «Укррослизинга» Фуксу поступило от российского «Внешэкономбанка». Предприниматель назвал следующую причину фактического приобретения долгов метрополитена украинской столицы:

Покупая долги метро, я принимал решение, опираясь на следующие аргументы: сейчас стоимость вагонов украинского производства составляет около 3,78 млрд гривен (около 1,3 млн евро за единицу), производства ЕС — ещё дороже. При этом долг составляет порядка 1,8 млрд гривен. Сумма полной выплаты вместе с уже выплаченными средствами будет меньше, чем стоимость аналогичной партии. На мой взгляд, для Киева выгодно погасить этот долг, чем отдавать обратно вагоны и покупать новые.
— Павел Фукс
7 июня Государственный исполнитель Департамента государственной исполнительной службы Минюста Украины вынес постановление об аресте средств Киевского метрополитена. Все деньги, поступавшие в кассы предприятия, стали зачисляться на депозитный счёт Минюста или расчётный счёт коммунального предприятия в «Укрсиббанке» — до тех пор, пока с Киевского метрополитена не будет в полном объёме взыскан долг в 1,83 млрд гривен.
В августе того же года, заработав на выплате долгов, Павел Фукс вышел из проекта в связи с «токсичностью» актива. Метрополитен проиграл все судебные инстанции, сумев сократить лишь 42 млн гривен пени. «Укррослизинг» приобрела венгерская инвестиционно-девелоперская компания ODELUS-Construkt Kft, конечным бенефициаром в которой является гражданин Австрии Уве Кристиан Эшнер. Цена и другие детали покупки не разглашались.

## Благотворительность
Бизнесмен регулярно помогает родному городу. В частности, принимал участие в реставрации Харьковской областной филармонии, построил храм святой царицы Тамары, поставил памятник мифическому основателю города казаку Харько.
Соорганизатор строительства мемориального комплекса «Бабий Яр» (проект комплекса оценивается в 50-100 млн долларов, а завершить его планируют в 2021 году — к 80-й годовщине трагедии в Бабьем Яру). 19 марта 2017 года был создан Наблюдательный Совет Мемориального центра Холокоста «Бабий Яр», в состав которого вошли: Павел Фукс, городской глава Киева Виталий Кличко и его брат боксёр-профессионал Владимир Кличко, акционеры консорциума «Альфа-Групп» Михаил Фридман и Герман Хан, украинский бизнесмен Виктор Пинчук и другие. Фонд развития проекта был создан при помощи консультантов одной из крупнейших в мире аудиторских компании Ernst & Young. По сообщению П.Фукса в структуру мемориала войдут образовательные программы, исследовательский центр и музей.
Поддерживает талантливых спортсменов — вручил Олимпийскому чемпиону по фристайлу Александру Абраменко и его наставнику, старшему тренеру Олимпийской сборной Украины Энверу Аблаеву сертификаты по 50 тысяч долларов каждому за достижения в Пхёнчхане на ХХІІІ Зимних Олимпийских играх.
Фукс перечислил 2,7 млн гривен семьям погибших и пострадавшего в авиакатастрофе под Чугуевом самолета с офицерами и курсантами Харьковского национального университета Воздушных Сил имени Ивана Кожедуба. Каждая семья получила по 100 тыс. гривен материальной помощи.
Бизнесмен передал спецназовцам ВСУ бронированные автомобили и беспилотники для корректировки артиллерии и разведки, а также бронированный микроавтобус для спецотряда Главного управления разведки Минобороны Украины. В сентябре 2024 года стало известно, что он передал 126-й бригаде корпуса морской пехоты ВСУ средства радиолокационной борьбы и БПЛА.
За содействие и сотрудничество в оказании помощи силам обороны Украины и активную гражданскую позицию в борьбе за независимость страны Павел Фукс получил благодарность начальника Главного управления разведки МО Украины Кирилла Буданова.

## Санкции
В 2018 году Павел Фукс назвал преступлением аннексию Крыма и российскую агрессию на Донбассе.
1 ноября 2018 года были введены российские санкции против 322 граждан Украины, включая Павла Фукса.
18 июня 2021 года Совет национальной безопасности и обороны Украины (СНБО) ввела санкции против Фукса. Бизнесмен заявил, что будет оспаривать это решение в суде, и опроверг свою связь с компанией «Голден Деррик», что стала причиной санкций. Также он назвал санкции личной местью Секретаря СНБО Алексея Данилова, поскольку тот является давним партнером Михаила Бродского (начиная с членства в партии «Яблоко»), а жена Данилова является бизнес-партнером сына Бродского — они совместно владеют рядом фирм.
Павел Фукс выиграл иск против украинского интернет-издания «Обозреватель» (ООО «Золотая середина»), которым владеет семья бизнесмена и политика Михаила Бродского, по защите деловой репутации. По итогам этого судебного процесса Васильковский суд Киевской области постановил взыскать в пользу Фукса 1 млн гривен в качестве возмещения нанесенного морального вреда. Впоследствии Апелляционный суд Киевской области постановлением от 23 декабря 2020 года уменьшил размер возмещения морального вреда до 300 тыс. гривен, а Хозяйственный суд Киевской области принял к рассмотрению заявление о банкротстве ООО «Золотая середина» из-за невозможности выплатить указанную суму возмещения.

## Награды
- В 2014 году Павлу Фуксу присвоено звание «Почётный гражданин Харькова»[104].

## Семья
В разводе. Имеет четырёх детей.